# Course en ligne masculine de cyclisme sur route aux Jeux olympiques d'été de 2024
Cet article traite de l'épreuve masculine. Pour la compétition féminine, voir Course en ligne féminine de cyclisme sur route aux Jeux olympiques d'été de 2024.
Navigation
Tokyo 2020 Los Angeles 2028
La course en ligne masculine de cyclisme sur route aux Jeux olympiques d'été de 2024 a lieu le 3 août 2024 à Paris. Le départ et l'arrivée ont lieu au pont d'Iéna.

## Médaillés
| Or                    | Argent                 | Bronze                   |
| Remco Evenepoel (BEL) | Valentin Madouas (FRA) | Christophe Laporte (FRA) |

## Présentation

### Parcours
Le tracé aurait fuité sur Twitter et a été repris par de nombreux médias avant de faire l'objet d'un démenti de l'organisation de Paris 2024 : il s'agissait d'un circuit de 22 kilomètres de long avec deux petites bosses de un kilomètres chacune à la butte Montmartre et au Pré-Saint-Gervais, avec une arrivée sur l'avenue des Champs-Élysées. 
Le trajet réel est révélé le 4 juillet 2023. Il est d'une longueur de 273 km. Après un défilé de 5 km à partir du Trocadéro à Paris, le départ réel de la course a lieu rue Gay-Lussac dans le Quartier latin, puis les cyclistes passent par la vallée de Chevreuse, avant d'entamer un circuit final du côté de la butte Montmartre et d'arriver sur le pont d'Iéna à côté de la tour Eiffel. Les difficultés du trajet tiennent aux nombreux reliefs présents dans la vallée de Chevreuse ainsi qu'aux rues pavées et sinueuses de la butte Montmartre.

### Qualification
90 places sont attribuées pour la compétition.
| Équipes nationales (55)- Pays-Bas - Belgique - Slovénie - Espagne - Danemark - Italie - France - Grande-Bretagne - États-Unis - Australie - Colombie - Suisse - Norvège - Allemagne - Portugal - Nouvelle-Zélande - Érythrée - Équateur - Irlande - Kazakhstan - Autriche - Pologne - Canada - Lettonie - Tchéquie - Venezuela - Luxembourg - Uruguay - Estonie - Afrique du Sud - Hongrie - Japon - Mongolie - Maroc - Maurice - Algérie - Chine - Ouzbekistan - Slovaquie - Ukraine - Panama - Grèce - Israël - Thaïlande - Brésil - Suède - Corée du Sud - Turquie - Iran - Serbie - Argentine - Hong Kong - Ouganda - Rwanda - Athlètes individuels neutres |
| |

## Résultats détaillés

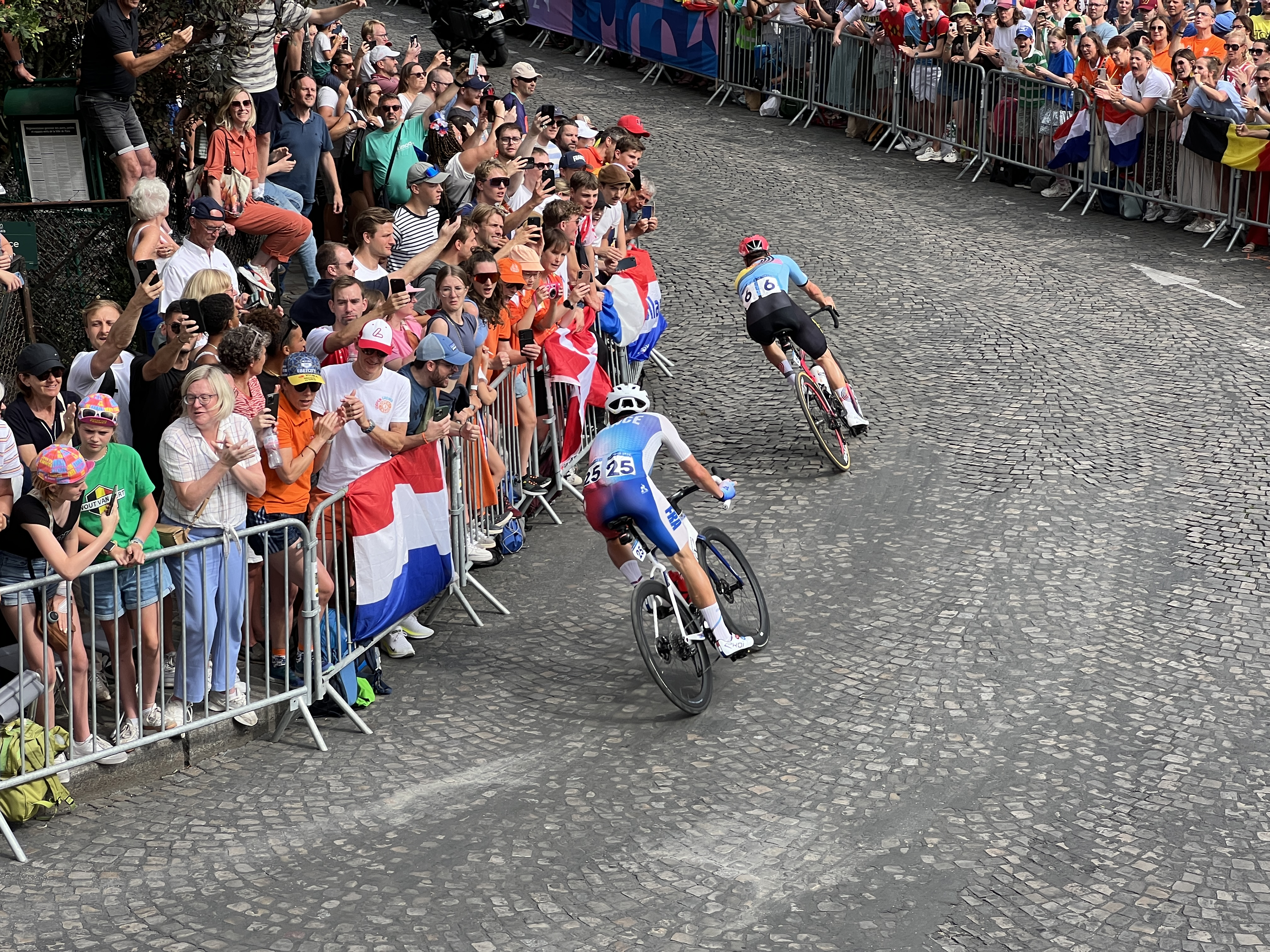
Les deux meneurs de la course, Remco Evenepoel et Valentin Madouas se font la lutte sur la rue Saint-Eleuthère, dans Montmartre, à quelques kilomètres de l'arrivée.

| Rang                                | Cycliste               | Pays                         | Temps           |
| ----------------------------------- | ---------------------- | ---------------------------- | --------------- |
| Médaille d'or, Jeux olympiques      | Remco Evenepoel        | Belgique                     | 6 h 19 min 34 s |
| Médaille d'argent, Jeux olympiques  | Valentin Madouas       | France                       | + 1 min 11 s    |
| Médaille de bronze, Jeux olympiques | Christophe Laporte     | France                       | + 1 min 16 s    |
| 4                                   | Attila Valter          | Hongrie                      | + 1 min 16 s    |
| 5                                   | Toms Skujiņš           | Lettonie                     | + 1 min 16 s    |
| 6                                   | Marco Haller           | Autriche                     | + 1 min 16 s    |
| 7                                   | Stefan Küng            | Suisse                       | + 1 min 16 s    |
| 8                                   | Jan Tratnik            | Slovénie                     | + 1 min 16 s    |
| 9                                   | Matteo Jorgenson       | États-Unis                   | + 1 min 16 s    |
| 10                                  | Ben Healy              | Irlande                      | + 1 min 20 s    |
| 11                                  | Julian Alaphilippe     | France                       | + 1 min 25 s    |
| 12                                  | Mathieu van der Poel   | Pays-Bas                     | + 1 min 49 s    |
| 13                                  | Tom Pidcock            | Grande-Bretagne              | + 1 min 50 s    |
| 14                                  | Mathias Vacek          | Tchéquie                     | + 1 min 51 s    |
| 15                                  | Michael Matthews       | Australie                    | + 2 min 13 s    |
| 16                                  | Marc Hirschi           | Suisse                       | + 2 min 13 s    |
| 17                                  | Mattias Skjelmose      | Danemark                     | + 2 min 13 s    |
| 18                                  | Alex Aranburu          | Espagne                      | + 2 min 13 s    |
| 19                                  | Santiago Buitrago      | Colombie                     | + 2 min 15 s    |
| 20                                  | Mads Pedersen          | Danemark                     | + 2 min 20 s    |
| 21                                  | Jasper Stuyven         | Belgique                     | + 2 min 20 s    |
| 22                                  | Juan Ayuso             | Espagne                      | + 2 min 20 s    |
| 23                                  | Alberto Bettiol        | Italie                       | + 2 min 20 s    |
| 24                                  | Brandon McNulty        | États-Unis                   | + 2 min 20 s    |
| 25                                  | Daniel Martínez        | Colombie                     | + 2 min 20 s    |
| 26                                  | Felix Großschartner    | Autriche                     | + 2 min 20 s    |
| 27                                  | Corbin Strong          | Nouvelle-Zélande             | + 2 min 57 s    |
| 28                                  | Maximilian Schachmann  | Allemagne                    | + 2 min 59 s    |
| 29                                  | Lukáš Kubiš            | Slovaquie                    | + 3 min 42 s    |
| 30                                  | Madis Mihkels          | Estonie                      | + 3 min 42 s    |
| 31                                  | Stephen Williams       | Grande-Bretagne              | + 3 min 42 s    |
| 32                                  | Simon Clarke           | Australie                    | + 3 min 42 s    |
| 33                                  | Nélson Oliveira        | Portugal                     | + 3 min 42 s    |
| 34                                  | Kévin Vauquelin        | France                       | + 3 min 42 s    |
| 35                                  | Oier Lazkano           | Espagne                      | + 3 min 42 s    |
| 36                                  | Dylan van Baarle       | Pays-Bas                     | + 3 min 42 s    |
| 37                                  | Wout van Aert          | Belgique                     | + 3 min 47 s    |
| 38                                  | Luka Mezgec            | Slovénie                     | + 7 min 23 s    |
| 39                                  | Laurence Pithie        | Nouvelle-Zélande             | + 7 min 23 s    |
| 40                                  | Alex Kirsch            | Luxembourg                   | + 7 min 23 s    |
| 41                                  | Michael Woods          | Canada                       | + 7 min 23 s    |
| 42                                  | Magnus Sheffield       | États-Unis                   | + 7 min 23 s    |
| 43                                  | Fred Wright            | Grande-Bretagne              | + 7 min 23 s    |
| 44                                  | Derek Gee              | Canada                       | + 7 min 23 s    |
| 45                                  | Jhonatan Narváez       | Équateur                     | + 7 min 23 s    |
| 46                                  | Rui Costa              | Portugal                     | + 7 min 23 s    |
| 47                                  | Joshua Tarling         | Grande-Bretagne              | + 7 min 23 s    |
| 48                                  | Tiesj Benoot           | Belgique                     | + 7 min 23 s    |
| 49                                  | Biniam Girmay          | Érythrée                     | + 7 min 23 s    |
| 50                                  | Luca Mozzato           | Italie                       | + 7 min 23 s    |
| 51                                  | Ben O'Connor           | Australie                    | + 7 min 23 s    |
| 52                                  | Alexey Lutsenko        | Kazakhstan                   | + 7 min 23 s    |
| 53                                  | Orluis Aular           | Venezuela                    | + 7 min 23 s    |
| 54                                  | Eduardo Sepúlveda      | Argentine                    | + 8 min 57 s    |
| 55                                  | Eric Fagúndez          | Uruguay                      | + 8 min 57 s    |
| 56                                  | Yukiya Arashiro        | Japon                        | + 8 min 57 s    |
| 57                                  | Jambaljamts Sainbayar  | Mongolie                     | + 8 min 57 s    |
| 58                                  | Jakob Söderqvist       | Suède                        | + 14 min 22 s   |
| 59                                  | Michael Mørkøv         | Danemark                     | + 16 min 57 s   |
| 60                                  | Ryan Mullen            | Irlande                      | + 16 min 57 s   |
| 61                                  | Stanisław Aniołkowski  | Pologne                      | + 18 min 23 s   |
| 62                                  | Itamar Einhorn         | Israël                       | + 19 min 53 s   |
| 63                                  | Søren Wærenskjold      | Norvège                      | + 19 min 53 s   |
| 64                                  | Ognjen Ilić            | Serbie                       | + 19 min 53 s   |
| 65                                  | Kim Eu-ro              | Corée du Sud                 | + 19 min 53 s   |
| 66                                  | Anatoliy Budyak        | Ukraine                      | + 19 min 53 s   |
| 67                                  | Franklin Archibold     | Panama                       | + 19 min 53 s   |
| 68                                  | Lyu Xianjing           | Chine                        | + 19 min 53 s   |
| 69                                  | Ryan Gibbons           | Afrique du Sud               | + 19 min 53 s   |
| 70                                  | Nils Politt            | Allemagne                    | + 19 min 55 s   |
| 71                                  | Vinicius Rangel        | Brésil                       | + 19 min 57 s   |
| 72                                  | Daan Hoole             | Pays-Bas                     | + 21 min 43 s   |
| 73                                  | Mikkel Bjerg           | Danemark                     | + 21 min 43 s   |
| 74                                  | Tobias Foss            | Norvège                      | + 21 min 43 s   |
| 75                                  | Geórgios Boúglas       | Grèce                        | + 25 min 59 s   |
| 76                                  | Ali Labib              | Iran                         | + 26 min 59 s   |
| 77                                  | Charles Kagimu         | Ouganda                      | + 31 min 15 s   |
| -                                   | Burak Abay             | Turquie                      | Abd             |
| -                                   | Thanakhan Chaiyasombat | Thaïlande                    | Abd             |
| -                                   | Achraf Ed Doghmy       | Maroc                        | Abd             |
| -                                   | Yevgeniy Fedorov       | Kazakhstan                   | Abd             |
| -                                   | Yacine Hamza           | Algérie                      | Abd             |
| -                                   | Christopher Lagane     | Maurice                      | Abd             |
| -                                   | Vincent Lau Wan-yau    | Hong Kong                    | Abd             |
| -                                   | Eric Manizabayo        | Rwanda                       | Abd             |
| -                                   | Matej Mohorič          | Slovénie                     | Abd             |
| -                                   | Domen Novak            | Slovénie                     | Abd             |
| -                                   | Gleb Syritsa           | Athlètes individuels neutres | Abd             |
| -                                   | Nikita Tsvetkov        | Ouzbékistan                  | Abd             |
| -                                   | Elia Viviani           | Italie                       | Abd             |

## Liste des participants
| Pays-Bas NED | Pays-Bas NED         | Pays-Bas NED |
| ------------ | -------------------- | ------------ |
| Num          | Coureur              | Pos          |
| 1            | Mathieu van der Poel | 12e          |
| 2            | Daan Hoole           | 72e          |
| 3            | Dylan van Baarle     | 36e          |

| Équateur ECU | Équateur ECU     | Équateur ECU |
| ------------ | ---------------- | ------------ |
| Num          | Coureur          | Pos          |
| 4            | Jhonatan Narváez | 45e          |

| Belgique BEL | Belgique BEL    | Belgique BEL |
| ------------ | --------------- | ------------ |
| Num          | Coureur         | Pos          |
| 5            | Tiesj Benoot    | 48e          |
| 6            | Remco Evenepoel | 1er          |
| 7            | Jasper Stuyven  | 21e          |
| 8            | Wout van Aert   | 37e          |

| Slovénie SLO | Slovénie SLO  | Slovénie SLO |
| ------------ | ------------- | ------------ |
| Num          | Coureur       | Pos          |
| 9            | Luka Mezgec   | 38e          |
| 10           | Matej Mohorič | AB           |
| 11           | Domen Novak   | AB           |
| 12           | Jan Tratnik   | 8e           |

| Espagne ESP | Espagne ESP   | Espagne ESP |
| ----------- | ------------- | ----------- |
| Num         | Coureur       | Pos         |
| 13          | Alex Aranburu | 18e         |
| 14          | Juan Ayuso    | 22e         |
| 15          | Oier Lazkano  | 35e         |

| Danemark DEN | Danemark DEN      | Danemark DEN |
| ------------ | ----------------- | ------------ |
| Num          | Coureur           | Pos          |
| 16           | Mikkel Bjerg      | 73e          |
| 17           | Michael Mørkøv    | 59e          |
| 18           | Mads Pedersen     | 20e          |
| 19           | Mattias Skjelmose | 17e          |

| Italie ITA | Italie ITA      | Italie ITA |
| ---------- | --------------- | ---------- |
| Num        | Coureur         | Pos        |
| 20         | Alberto Bettiol | 23e        |
| 21         | Luca Mozzato    | 50e        |
| 22         | Elia Viviani    | AB         |

| France FRA | France FRA         | France FRA |
| ---------- | ------------------ | ---------- |
| Num        | Coureur            | Pos        |
| 23         | Julian Alaphilippe | 11e        |
| 24         | Christophe Laporte | 3e         |
| 25         | Valentin Madouas   | 2e         |
| 26         | Kévin Vauquelin    | 34e        |

| Grande-Bretagne GBR | Grande-Bretagne GBR | Grande-Bretagne GBR |
| ------------------- | ------------------- | ------------------- |
| Num                 | Coureur             | Pos                 |
| 27                  | Tom Pidcock         | 13e                 |
| 28                  | Joshua Tarling      | 47e                 |
| 29                  | Stephen Williams    | 31e                 |
| 30                  | Fred Wright         | 43e                 |

| États-Unis USA | États-Unis USA   | États-Unis USA |
| -------------- | ---------------- | -------------- |
| Num            | Coureur          | Pos            |
| 31             | Matteo Jorgenson | 9e             |
| 32             | Brandon McNulty  | 24e            |
| 33             | Magnus Sheffield | 42e            |

| Australie AUS | Australie AUS    | Australie AUS |
| ------------- | ---------------- | ------------- |
| Num           | Coureur          | Pos           |
| 34            | Simon Clarke     | 32e           |
| 35            | Michael Matthews | 15e           |
| 36            | Ben O'Connor     | 51e           |

| Colombie COL | Colombie COL      | Colombie COL |
| ------------ | ----------------- | ------------ |
| Num          | Coureur           | Pos          |
| 37           | Santiago Buitrago | 19e          |
| 38           | Daniel Martínez   | 25e          |

| Suisse SUI | Suisse SUI   | Suisse SUI |
| ---------- | ------------ | ---------- |
| Num        | Coureur      | Pos        |
| 39         | Marc Hirschi | 16e        |
| 40         | Stefan Küng  | 7e         |

| Norvège NOR | Norvège NOR       | Norvège NOR |
| ----------- | ----------------- | ----------- |
| Num         | Coureur           | Pos         |
| 41          | Tobias Foss       | 74e         |
| 42          | Søren Wærenskjold | 63e         |

| Allemagne GER | Allemagne GER         | Allemagne GER |
| ------------- | --------------------- | ------------- |
| Num           | Coureur               | Pos           |
| 43            | Nils Politt           | 70e           |
| 44            | Maximilian Schachmann | 28e           |

| Portugal POR | Portugal POR    | Portugal POR |
| ------------ | --------------- | ------------ |
| Num          | Coureur         | Pos          |
| 45           | Rui Costa       | 46e          |
| 46           | Nélson Oliveira | 33e          |

| Nouvelle-Zélande NZL | Nouvelle-Zélande NZL | Nouvelle-Zélande NZL |
| -------------------- | -------------------- | -------------------- |
| Num                  | Coureur              | Pos                  |
| 47                   | Laurence Pithie      | 39e                  |
| 48                   | Corbin Strong        | 27e                  |

| Érythrée ERI | Érythrée ERI  | Érythrée ERI |
| ------------ | ------------- | ------------ |
| Num          | Coureur       | Pos          |
| 49           | Biniam Girmay | 49e          |

| Athlètes individuels neutres AIN | Athlètes individuels neutres AIN | Athlètes individuels neutres AIN |
| -------------------------------- | -------------------------------- | -------------------------------- |
| Num                              | Coureur                          | Pos                              |
| 50                               | Gleb Syritsa                     | AB                               |

| Irlande IRL | Irlande IRL | Irlande IRL |
| ----------- | ----------- | ----------- |
| Num         | Coureur     | Pos         |
| 51          | Ben Healy   | 10e         |
| 52          | Ryan Mullen | 60e         |

| Kazakhstan KAZ | Kazakhstan KAZ   | Kazakhstan KAZ |
| -------------- | ---------------- | -------------- |
| Num            | Coureur          | Pos            |
| 53             | Yevgeniy Fedorov | AB             |
| 54             | Alexey Lutsenko  | 52e            |

| Autriche AUT | Autriche AUT        | Autriche AUT |
| ------------ | ------------------- | ------------ |
| Num          | Coureur             | Pos          |
| 55           | Felix Großschartner | 26e          |
| 56           | Marco Haller        | 6e           |

| Pologne POL | Pologne POL           | Pologne POL |
| ----------- | --------------------- | ----------- |
| Num         | Coureur               | Pos         |
| 57          | Stanisław Aniołkowski | 61e         |

| Canada CAN | Canada CAN    | Canada CAN |
| ---------- | ------------- | ---------- |
| Num        | Coureur       | Pos        |
| 58         | Derek Gee     | 44e        |
| 59         | Michael Woods | 41e        |

| Lettonie LAT | Lettonie LAT | Lettonie LAT |
| ------------ | ------------ | ------------ |
| Num          | Coureur      | Pos          |
| 60           | Toms Skujiņš | 5e           |

| Tchéquie CZE | Tchéquie CZE  | Tchéquie CZE |
| ------------ | ------------- | ------------ |
| Num          | Coureur       | Pos          |
| 61           | Mathias Vacek | 14e          |

| Venezuela VEN | Venezuela VEN | Venezuela VEN |
| ------------- | ------------- | ------------- |
| Num           | Coureur       | Pos           |
| 62            | Orluis Aular  | 53e           |

| Luxembourg LUX | Luxembourg LUX | Luxembourg LUX |
| -------------- | -------------- | -------------- |
| Num            | Coureur        | Pos            |
| 63             | Alex Kirsch    | 40e            |

| Uruguay URU | Uruguay URU   | Uruguay URU |
| ----------- | ------------- | ----------- |
| Num         | Coureur       | Pos         |
| 64          | Eric Fagúndez | 55e         |

| Estonie EST | Estonie EST   | Estonie EST |
| ----------- | ------------- | ----------- |
| Num         | Coureur       | Pos         |
| 65          | Madis Mihkels | 30e         |

| Afrique du Sud RSA | Afrique du Sud RSA | Afrique du Sud RSA |
| ------------------ | ------------------ | ------------------ |
| Num                | Coureur            | Pos                |
| 66                 | Ryan Gibbons       | 69e                |

| Hongrie HUN | Hongrie HUN   | Hongrie HUN |
| ----------- | ------------- | ----------- |
| Num         | Coureur       | Pos         |
| 67          | Attila Valter | 4e          |

| Japon JPN | Japon JPN       | Japon JPN |
| --------- | --------------- | --------- |
| Num       | Coureur         | Pos       |
| 68        | Yukiya Arashiro | 56e       |

| Mongolie MGL | Mongolie MGL          | Mongolie MGL |
| ------------ | --------------------- | ------------ |
| Num          | Coureur               | Pos          |
| 69           | Jambaljamts Sainbayar | 57e          |

| Maroc MAR | Maroc MAR        | Maroc MAR |
| --------- | ---------------- | --------- |
| Num       | Coureur          | Pos       |
| 70        | Achraf Ed Doghmy | AB        |

| Maurice MRI | Maurice MRI        | Maurice MRI |
| ----------- | ------------------ | ----------- |
| Num         | Coureur            | Pos         |
| 71          | Christopher Lagane | AB          |

| Algérie ALG | Algérie ALG  | Algérie ALG |
| ----------- | ------------ | ----------- |
| Num         | Coureur      | Pos         |
| 72          | Yacine Hamza | AB          |

| Chine CHN | Chine CHN    | Chine CHN |
| --------- | ------------ | --------- |
| Num       | Coureur      | Pos       |
| 73        | Lyu Xianjing | 68e       |

| Ouzbekistan UZB | Ouzbekistan UZB | Ouzbekistan UZB |
| --------------- | --------------- | --------------- |
| Num             | Coureur         | Pos             |
| 74              | Nikita Tsvetkov | AB              |

| Slovaquie SVK | Slovaquie SVK | Slovaquie SVK |
| ------------- | ------------- | ------------- |
| Num           | Coureur       | Pos           |
| 75            | Lukáš Kubiš   | 29e           |

| Ukraine UKR | Ukraine UKR     | Ukraine UKR |
| ----------- | --------------- | ----------- |
| Num         | Coureur         | Pos         |
| 76          | Anatoliy Budyak | 66e         |

| Panama PAN | Panama PAN         | Panama PAN |
| ---------- | ------------------ | ---------- |
| Num        | Coureur            | Pos        |
| 77         | Franklin Archibold | 67e        |

| Grèce GRE | Grèce GRE        | Grèce GRE |
| --------- | ---------------- | --------- |
| Num       | Coureur          | Pos       |
| 78        | Geórgios Boúglas | 75e       |

| Israël ISR | Israël ISR     | Israël ISR |
| ---------- | -------------- | ---------- |
| Num        | Coureur        | Pos        |
| 79         | Itamar Einhorn | 62e        |

| Thaïlande THA | Thaïlande THA          | Thaïlande THA |
| ------------- | ---------------------- | ------------- |
| Num           | Coureur                | Pos           |
| 80            | Thanakhan Chaiyasombat | AB            |

| Brésil BRA | Brésil BRA      | Brésil BRA |
| ---------- | --------------- | ---------- |
| Num        | Coureur         | Pos        |
| 81         | Vinicius Rangel | 71e        |

| Suède SWE | Suède SWE        | Suède SWE |
| --------- | ---------------- | --------- |
| Num       | Coureur          | Pos       |
| 82        | Jakob Söderqvist | 58e       |

| Corée du Sud KOR | Corée du Sud KOR | Corée du Sud KOR |
| ---------------- | ---------------- | ---------------- |
| Num              | Coureur          | Pos              |
| 83               | Kim Eu-ro        | 65e              |

| Turquie TUR | Turquie TUR | Turquie TUR |
| ----------- | ----------- | ----------- |
| Num         | Coureur     | Pos         |
| 84          | Burak Abay  | AB          |

| Iran IRI | Iran IRI  | Iran IRI |
| -------- | --------- | -------- |
| Num      | Coureur   | Pos      |
| 85       | Ali Labib | 76e      |

| Serbie SRB | Serbie SRB  | Serbie SRB |
| ---------- | ----------- | ---------- |
| Num        | Coureur     | Pos        |
| 86         | Ognjen Ilić | 64e        |

| Argentine ARG | Argentine ARG     | Argentine ARG |
| ------------- | ----------------- | ------------- |
| Num           | Coureur           | Pos           |
| 87            | Eduardo Sepúlveda | 54e           |

| Hong Kong HKG | Hong Kong HKG       | Hong Kong HKG |
| ------------- | ------------------- | ------------- |
| Num           | Coureur             | Pos           |
| 88            | Vincent Lau Wan-yau | AB            |

| Ouganda UGA | Ouganda UGA    | Ouganda UGA |
| ----------- | -------------- | ----------- |
| Num         | Coureur        | Pos         |
| 89          | Charles Kagimu | 77e         |

| Rwanda RWA | Rwanda RWA      | Rwanda RWA |
| ---------- | --------------- | ---------- |
| Num        | Coureur         | Pos        |
| 90         | Eric Manizabayo | AB         |

| Pays-Bas NED | Pays-Bas NED         | Pays-Bas NED |
| ------------ | -------------------- | ------------ |
| Num          | Coureur              | Pos          |
| 1            | Mathieu van der Poel | 12e          |
| 2            | Daan Hoole           | 72e          |
| 3            | Dylan van Baarle     | 36e          |

| Équateur ECU | Équateur ECU     | Équateur ECU |
| ------------ | ---------------- | ------------ |
| Num          | Coureur          | Pos          |
| 4            | Jhonatan Narváez | 45e          |

| Belgique BEL | Belgique BEL    | Belgique BEL |
| ------------ | --------------- | ------------ |
| Num          | Coureur         | Pos          |
| 5            | Tiesj Benoot    | 48e          |
| 6            | Remco Evenepoel | 1er          |
| 7            | Jasper Stuyven  | 21e          |
| 8            | Wout van Aert   | 37e          |

| Slovénie SLO | Slovénie SLO  | Slovénie SLO |
| ------------ | ------------- | ------------ |
| Num          | Coureur       | Pos          |
| 9            | Luka Mezgec   | 38e          |
| 10           | Matej Mohorič | AB           |
| 11           | Domen Novak   | AB           |
| 12           | Jan Tratnik   | 8e           |

| Espagne ESP | Espagne ESP   | Espagne ESP |
| ----------- | ------------- | ----------- |
| Num         | Coureur       | Pos         |
| 13          | Alex Aranburu | 18e         |
| 14          | Juan Ayuso    | 22e         |
| 15          | Oier Lazkano  | 35e         |

| Danemark DEN | Danemark DEN      | Danemark DEN |
| ------------ | ----------------- | ------------ |
| Num          | Coureur           | Pos          |
| 16           | Mikkel Bjerg      | 73e          |
| 17           | Michael Mørkøv    | 59e          |
| 18           | Mads Pedersen     | 20e          |
| 19           | Mattias Skjelmose | 17e          |

| Italie ITA | Italie ITA      | Italie ITA |
| ---------- | --------------- | ---------- |
| Num        | Coureur         | Pos        |
| 20         | Alberto Bettiol | 23e        |
| 21         | Luca Mozzato    | 50e        |
| 22         | Elia Viviani    | AB         |

| France FRA | France FRA         | France FRA |
| ---------- | ------------------ | ---------- |
| Num        | Coureur            | Pos        |
| 23         | Julian Alaphilippe | 11e        |
| 24         | Christophe Laporte | 3e         |
| 25         | Valentin Madouas   | 2e         |
| 26         | Kévin Vauquelin    | 34e        |

| Grande-Bretagne GBR | Grande-Bretagne GBR | Grande-Bretagne GBR |
| ------------------- | ------------------- | ------------------- |
| Num                 | Coureur             | Pos                 |
| 27                  | Tom Pidcock         | 13e                 |
| 28                  | Joshua Tarling      | 47e                 |
| 29                  | Stephen Williams    | 31e                 |
| 30                  | Fred Wright         | 43e                 |

| États-Unis USA | États-Unis USA   | États-Unis USA |
| -------------- | ---------------- | -------------- |
| Num            | Coureur          | Pos            |
| 31             | Matteo Jorgenson | 9e             |
| 32             | Brandon McNulty  | 24e            |
| 33             | Magnus Sheffield | 42e            |

| Australie AUS | Australie AUS    | Australie AUS |
| ------------- | ---------------- | ------------- |
| Num           | Coureur          | Pos           |
| 34            | Simon Clarke     | 32e           |
| 35            | Michael Matthews | 15e           |
| 36            | Ben O'Connor     | 51e           |

| Colombie COL | Colombie COL      | Colombie COL |
| ------------ | ----------------- | ------------ |
| Num          | Coureur           | Pos          |
| 37           | Santiago Buitrago | 19e          |
| 38           | Daniel Martínez   | 25e          |

| Suisse SUI | Suisse SUI   | Suisse SUI |
| ---------- | ------------ | ---------- |
| Num        | Coureur      | Pos        |
| 39         | Marc Hirschi | 16e        |
| 40         | Stefan Küng  | 7e         |

| Norvège NOR | Norvège NOR       | Norvège NOR |
| ----------- | ----------------- | ----------- |
| Num         | Coureur           | Pos         |
| 41          | Tobias Foss       | 74e         |
| 42          | Søren Wærenskjold | 63e         |

| Allemagne GER | Allemagne GER         | Allemagne GER |
| ------------- | --------------------- | ------------- |
| Num           | Coureur               | Pos           |
| 43            | Nils Politt           | 70e           |
| 44            | Maximilian Schachmann | 28e           |

| Portugal POR | Portugal POR    | Portugal POR |
| ------------ | --------------- | ------------ |
| Num          | Coureur         | Pos          |
| 45           | Rui Costa       | 46e          |
| 46           | Nélson Oliveira | 33e          |

| Nouvelle-Zélande NZL | Nouvelle-Zélande NZL | Nouvelle-Zélande NZL |
| -------------------- | -------------------- | -------------------- |
| Num                  | Coureur              | Pos                  |
| 47                   | Laurence Pithie      | 39e                  |
| 48                   | Corbin Strong        | 27e                  |

| Érythrée ERI | Érythrée ERI  | Érythrée ERI |
| ------------ | ------------- | ------------ |
| Num          | Coureur       | Pos          |
| 49           | Biniam Girmay | 49e          |

| Athlètes individuels neutres AIN | Athlètes individuels neutres AIN | Athlètes individuels neutres AIN |
| -------------------------------- | -------------------------------- | -------------------------------- |
| Num                              | Coureur                          | Pos                              |
| 50                               | Gleb Syritsa                     | AB                               |

| Irlande IRL | Irlande IRL | Irlande IRL |
| ----------- | ----------- | ----------- |
| Num         | Coureur     | Pos         |
| 51          | Ben Healy   | 10e         |
| 52          | Ryan Mullen | 60e         |

| Kazakhstan KAZ | Kazakhstan KAZ   | Kazakhstan KAZ |
| -------------- | ---------------- | -------------- |
| Num            | Coureur          | Pos            |
| 53             | Yevgeniy Fedorov | AB             |
| 54             | Alexey Lutsenko  | 52e            |

| Autriche AUT | Autriche AUT        | Autriche AUT |
| ------------ | ------------------- | ------------ |
| Num          | Coureur             | Pos          |
| 55           | Felix Großschartner | 26e          |
| 56           | Marco Haller        | 6e           |

| Pologne POL | Pologne POL           | Pologne POL |
| ----------- | --------------------- | ----------- |
| Num         | Coureur               | Pos         |
| 57          | Stanisław Aniołkowski | 61e         |

| Canada CAN | Canada CAN    | Canada CAN |
| ---------- | ------------- | ---------- |
| Num        | Coureur       | Pos        |
| 58         | Derek Gee     | 44e        |
| 59         | Michael Woods | 41e        |

| Lettonie LAT | Lettonie LAT | Lettonie LAT |
| ------------ | ------------ | ------------ |
| Num          | Coureur      | Pos          |
| 60           | Toms Skujiņš | 5e           |

| Tchéquie CZE | Tchéquie CZE  | Tchéquie CZE |
| ------------ | ------------- | ------------ |
| Num          | Coureur       | Pos          |
| 61           | Mathias Vacek | 14e          |

| Venezuela VEN | Venezuela VEN | Venezuela VEN |
| ------------- | ------------- | ------------- |
| Num           | Coureur       | Pos           |
| 62            | Orluis Aular  | 53e           |

| Luxembourg LUX | Luxembourg LUX | Luxembourg LUX |
| -------------- | -------------- | -------------- |
| Num            | Coureur        | Pos            |
| 63             | Alex Kirsch    | 40e            |

| Uruguay URU | Uruguay URU   | Uruguay URU |
| ----------- | ------------- | ----------- |
| Num         | Coureur       | Pos         |
| 64          | Eric Fagúndez | 55e         |

| Estonie EST | Estonie EST   | Estonie EST |
| ----------- | ------------- | ----------- |
| Num         | Coureur       | Pos         |
| 65          | Madis Mihkels | 30e         |

| Afrique du Sud RSA | Afrique du Sud RSA | Afrique du Sud RSA |
| ------------------ | ------------------ | ------------------ |
| Num                | Coureur            | Pos                |
| 66                 | Ryan Gibbons       | 69e                |

| Hongrie HUN | Hongrie HUN   | Hongrie HUN |
| ----------- | ------------- | ----------- |
| Num         | Coureur       | Pos         |
| 67          | Attila Valter | 4e          |

| Japon JPN | Japon JPN       | Japon JPN |
| --------- | --------------- | --------- |
| Num       | Coureur         | Pos       |
| 68        | Yukiya Arashiro | 56e       |

| Mongolie MGL | Mongolie MGL          | Mongolie MGL |
| ------------ | --------------------- | ------------ |
| Num          | Coureur               | Pos          |
| 69           | Jambaljamts Sainbayar | 57e          |

| Maroc MAR | Maroc MAR        | Maroc MAR |
| --------- | ---------------- | --------- |
| Num       | Coureur          | Pos       |
| 70        | Achraf Ed Doghmy | AB        |

| Maurice MRI | Maurice MRI        | Maurice MRI |
| ----------- | ------------------ | ----------- |
| Num         | Coureur            | Pos         |
| 71          | Christopher Lagane | AB          |

| Algérie ALG | Algérie ALG  | Algérie ALG |
| ----------- | ------------ | ----------- |
| Num         | Coureur      | Pos         |
| 72          | Yacine Hamza | AB          |

| Chine CHN | Chine CHN    | Chine CHN |
| --------- | ------------ | --------- |
| Num       | Coureur      | Pos       |
| 73        | Lyu Xianjing | 68e       |

| Ouzbekistan UZB | Ouzbekistan UZB | Ouzbekistan UZB |
| --------------- | --------------- | --------------- |
| Num             | Coureur         | Pos             |
| 74              | Nikita Tsvetkov | AB              |

| Slovaquie SVK | Slovaquie SVK | Slovaquie SVK |
| ------------- | ------------- | ------------- |
| Num           | Coureur       | Pos           |
| 75            | Lukáš Kubiš   | 29e           |

| Ukraine UKR | Ukraine UKR     | Ukraine UKR |
| ----------- | --------------- | ----------- |
| Num         | Coureur         | Pos         |
| 76          | Anatoliy Budyak | 66e         |

| Panama PAN | Panama PAN         | Panama PAN |
| ---------- | ------------------ | ---------- |
| Num        | Coureur            | Pos        |
| 77         | Franklin Archibold | 67e        |

| Grèce GRE | Grèce GRE        | Grèce GRE |
| --------- | ---------------- | --------- |
| Num       | Coureur          | Pos       |
| 78        | Geórgios Boúglas | 75e       |

| Israël ISR | Israël ISR     | Israël ISR |
| ---------- | -------------- | ---------- |
| Num        | Coureur        | Pos        |
| 79         | Itamar Einhorn | 62e        |

| Thaïlande THA | Thaïlande THA          | Thaïlande THA |
| ------------- | ---------------------- | ------------- |
| Num           | Coureur                | Pos           |
| 80            | Thanakhan Chaiyasombat | AB            |

| Brésil BRA | Brésil BRA      | Brésil BRA |
| ---------- | --------------- | ---------- |
| Num        | Coureur         | Pos        |
| 81         | Vinicius Rangel | 71e        |

| Suède SWE | Suède SWE        | Suède SWE |
| --------- | ---------------- | --------- |
| Num       | Coureur          | Pos       |
| 82        | Jakob Söderqvist | 58e       |

| Corée du Sud KOR | Corée du Sud KOR | Corée du Sud KOR |
| ---------------- | ---------------- | ---------------- |
| Num              | Coureur          | Pos              |
| 83               | Kim Eu-ro        | 65e              |

| Turquie TUR | Turquie TUR | Turquie TUR |
| ----------- | ----------- | ----------- |
| Num         | Coureur     | Pos         |
| 84          | Burak Abay  | AB          |

| Iran IRI | Iran IRI  | Iran IRI |
| -------- | --------- | -------- |
| Num      | Coureur   | Pos      |
| 85       | Ali Labib | 76e      |

| Serbie SRB | Serbie SRB  | Serbie SRB |
| ---------- | ----------- | ---------- |
| Num        | Coureur     | Pos        |
| 86         | Ognjen Ilić | 64e        |

| Argentine ARG | Argentine ARG     | Argentine ARG |
| ------------- | ----------------- | ------------- |
| Num           | Coureur           | Pos           |
| 87            | Eduardo Sepúlveda | 54e           |

| Hong Kong HKG | Hong Kong HKG       | Hong Kong HKG |
| ------------- | ------------------- | ------------- |
| Num           | Coureur             | Pos           |
| 88            | Vincent Lau Wan-yau | AB            |

| Ouganda UGA | Ouganda UGA    | Ouganda UGA |
| ----------- | -------------- | ----------- |
| Num         | Coureur        | Pos         |
| 89          | Charles Kagimu | 77e         |

| Rwanda RWA | Rwanda RWA      | Rwanda RWA |
| ---------- | --------------- | ---------- |
| Num        | Coureur         | Pos        |
| 90         | Eric Manizabayo | AB         |